# Eburia maccartyi
Eburia maccartyi es una especie de escarabajo longicornio del género Eburia, tribu Eburiini, familia Cerambycidae. Fue descrita científicamente por Noguera en 2002.
Se distribuye por México.

## Descripción
La especie mide 20,6-35,5 milímetros de longitud. El período de vuelo ocurre en los meses de marzo, junio, julio, agosto, septiembre, octubre, noviembre y diciembre.